# Running Up That Hill
"Running Up That Hill" és una cançó de la cantant i compositora anglesa Kate Bush del seu cinquè àlbum d'estudi, Hounds of Love (1985).
Escrita i produïda per Bush, la cançó va ser llançada al Regne Unit com el senzill principal de Hounds of Love el 5 d'agost de 1985 a través d'EMI Records. La cara B del senzill de 7 polzades conté la cançó "Under the Ivy". El senzill de 12 polzades, el primer llançament de Bush en aquest format, conté un remix ampliat i una versió instrumental de "Running Up That Hill", així com "Under the Ivy". També es va llançar una edició limitada de caixa plegable de 7 polzades. El títol de la cançó a l'àlbum Hounds of Love i tots els llançaments posteriors va ser "Running Up That Hill (A Deal with God)".
En el seu llançament original de 1985, "Running Up That Hill" va assolir el número tres de la llista de singles del Regne Unit i el número 30 del Billboard Hot 100 als Estats Units, i va ser el primer èxit de Bush al Top 40 d'aquest país. El 2022, la cançó va assolir de nou el número u al Regne Unit i el número quatre als Estats Units.
La cançó va ser el tema principal de la sèrie de drama infantil de la BBC 1 de 1986, Running Scared. El 2012 durant la cerimònia de clausura dels Jocs Olímpics d'estiu es va estrenar un remix amb veus gravades de nou, tornant al top 10 del Regne Unit durant una setmana, al número sis. El 2022, "Running Up That Hill" va rebre de nou gran atenció quan va aparèixer a la banda sonora de la temporada 4 de la sèrie de Netflix Stranger Things. La seva aparició va provocar el ressorgiment de la cançó a les llistes de vendes de tot el món, arribant als cinc primers del Billboard Hot 100 i encapçalant les llistes de vuit països, inclòs el Regne Unit.